# Шиваизм
Шиваи́зм или шайви́зм (дев. शैव धर्म, IAST: śaiva-dharma) — одно из основных направлений индуизма, традиция почитания Шивы. Шиваизм широко практикуется по всей Индии и за её пределами, в особенности в Непале и Шри-Ланке.

## Этимология
Термин происходит от санскритского слова шайва (IAST: śaiva), которое означает — «происходящий от Шивы» или «имеющий отношение к Шиве». Последователей традиции шиваизма на русском языке обычно называют шиваитами или шайвами.

## История

### Доарийский период (1500 до н. э. и ранее)

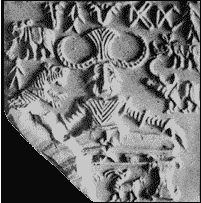
Пашупати из раскопок в Мохе́нджо-Да́ро

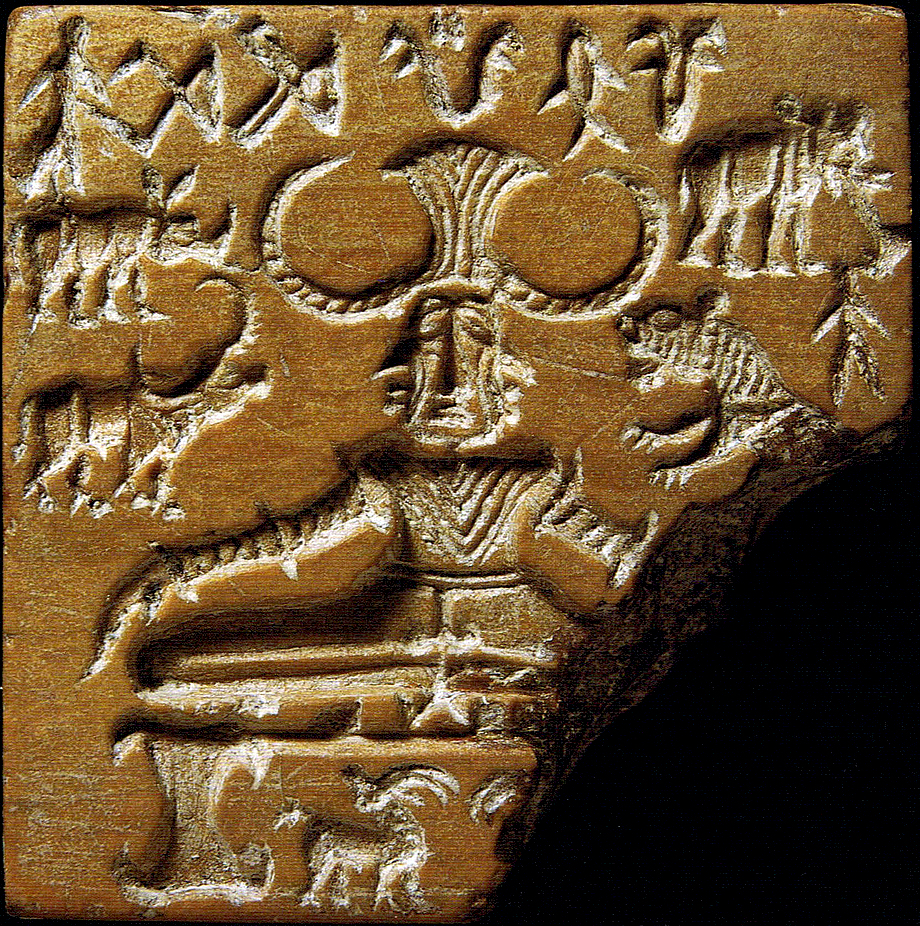
Пашупати из раскопок в Мохе́нджо-Да́ро

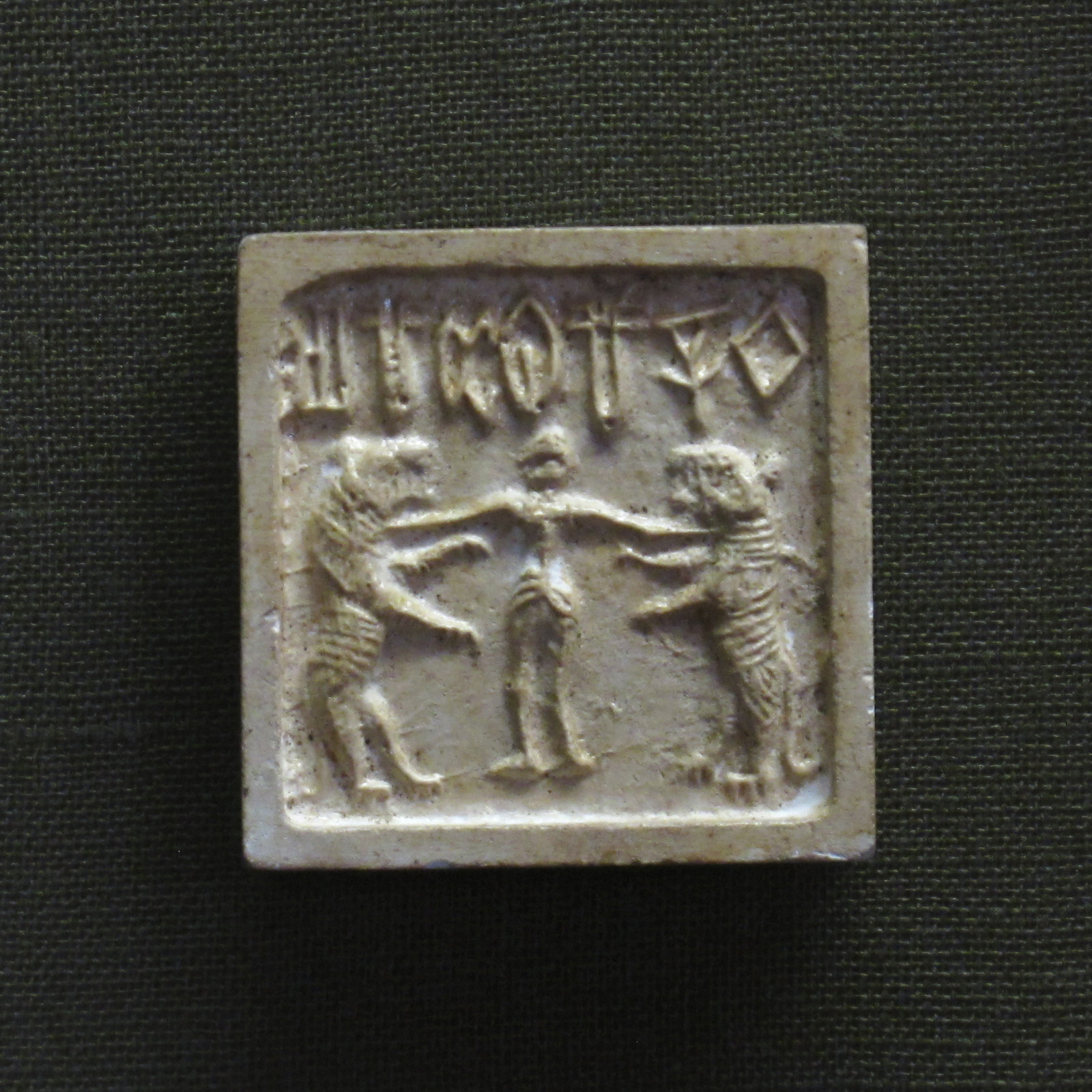
Прото Шива из Мумбайского музея

Индолог Р. Н. Дандекар считал шиваизм древнейшей из ныне существующих религий цивилизованного мира. Ряд исследователей, среди которых Р. Н. Дандекар и Мирча Элиаде, считают артефакты из Мохенджо-Даро, Хараппа и других археологических площадок северо-западной Индии и Пакистана свидетельством ранней формы поклонения Шиве и Шакти. Эти артефакты включают лингамы и «Печать Пашупати», описанную во множестве исследований. Индская цивилизация достигла своего пика около 2500—2000 до н. э., пришла в упадок к 1800 до н. э., и исчезла к 1500 до н. э. 
Гипотеза о «протоиндийском» происхождении шиваизма не получила всеобщего признания среди учёных.

### Ведийский период (1500 до н. э. — 600 до н. э.)

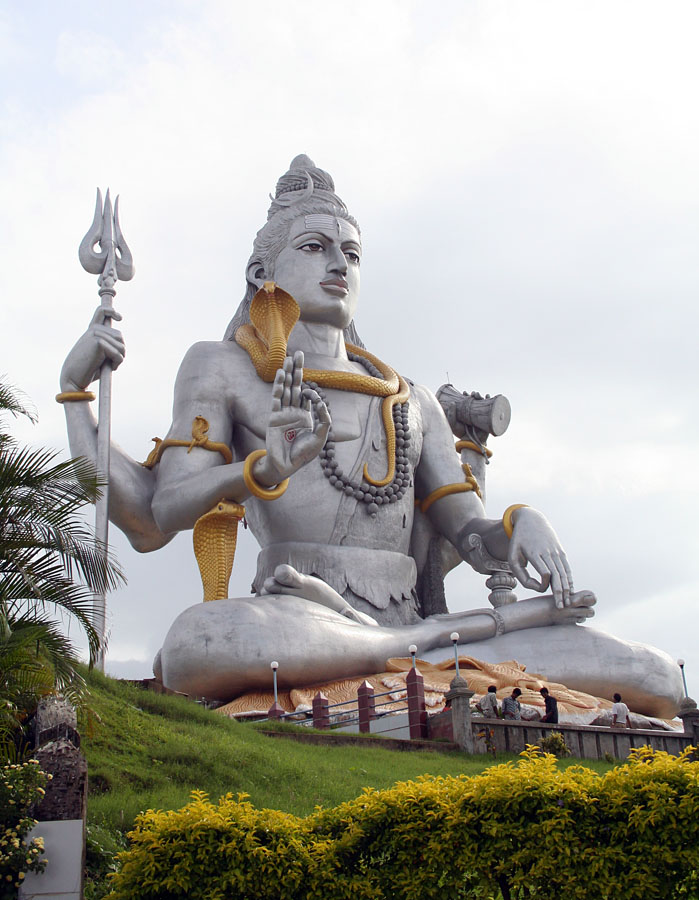
Гигантская статуя Шивы в Мурдешваре

С одной стороны в древнейшей из Вед — Ригведе поклоняющиеся лингаму упоминаются в негативном контексте: «Пусть членопоклонники не просочатся в наш обряд!», «Когда, не встречающий сопротивления, в изменённом облике он овладел Имуществом стовратного, убивая членопоклонников». С другой стороны — Ригведа обращается к Рудре около 75 раз в различных гимнах; напрямую к нему обращено 3 (или 4) гимна:
1. I, 43. — К Рудре (и Соме)[15].
2. I, 114. — К Рудре.
3. II, 33. — К Рудре.
4. VII, 46. — К Рудре.

В Яджурведе к Рудре обращено уже значительное количество гимнов и впервые встречается маха-мантра «Ом намах Шивая». Значительное количество гимнов также можно найти и в Атхарваведе.
В период становления ведийской религии, многие элементы шиваизма уходят в неофициальную среду — Шраману, которая подразумевает некую оппозицию ведийскому брахманизму, сильно ритуализированному внешне. Атрибутом в некоторых течениях шиваизма является череп убитого Брахмана (ведийского священника).
В традиции Шраута (Пурва Миманса) божество Рудру ритуально просят удалиться и не вредить.

### Период упанишад (600 до н. э. — 300 н. э.)
Ведийская религия теряет свою монополию под натиском различных факторов. Неудовлетворенность людей сложной брахманской ритуальностью, кастовой изоляцией, отсутствием возможности достижения спасения человеком не брахманского происхождения, вызывает глубокие реформы индуизма. Появляются течения, порвавшие с ведизмом (буддизм, адживика), но некоторые начинают утверждаться в рамках ведийской философии, в виде упанишад, — комментариев к Ведам.
По мнению учёных, «Шветашватара-упанишада» представляет собой самый древний текст, в котором была изложена философия шиваизма. Согласно Гэвину Фладу, в тексте этой упанишады представлено:
По мнению Дандекара, «Шветашватара-упанишада» является для шиваитов тем же самым, что «Бхагавад-гита» для васудэвизма-кришнаизма, хотя «Шветашватара-упанишада» древнее, и именно её идеи легли в основу, и нашли дальнейшее развитие в «Бхагавад-гите».

### Период Пуран
Во время правления Гуптов (320—500 года н. э.) развилась пураническая религия и шиваизм быстро распространился по всему индийскому субконтиненту.

## Течения шиваизма
В шиваизме присутствует разные школы, имеющие определённые региональные и временные изменения, а также различия в философии. Обширная литература в Шиваизме представляет разные философские школы, включая школы недвойственности (абхеда), двойственности (бхеда), и недвойственно-двойственности (бхеда-абхеда). Согласно классификации, предложенной Шивая Субрамуниясвами, шиваизм делится на шесть основных направлений:

### Пашупата-шиваизм
Пашупата-шиваизм. Древнейшая известная секта шиваитских монахов-аскетов. Они странствовали, стуча по дорожной пыли железными трезубцами и крепкими посохами. Их масляные волосы были закручены неопрятными кольцами или связаны в узел, на их лицах была запечатлена сильнейшая преданность Богу, их пронзительные глаза видели больше Шиву, чем мир, их бедра были обернуты оленьей шкурой или корой. Пашупаты были бхактами и добрыми магами Шивы, отстранившимися от ведийского общества, в котором господствовали жрецы. В те времена религиозное брожение в Индии усилилось из-за того, что волны шиваитского агамического теизма и буддизма сталкивались, перекатываясь через Гангскую равнину. Прослеживаемая со времен Лакулиши (ок. 200 г.), — бхеда-абхеда, то есть одновременно монистическая и теистическая. Она выделяет роль Шивы как высшей причины и личностного управителя души и мира. Освобожденная душа сохраняет индивидуальность в своем состоянии полного единения с Богом. Конечное слияние уподобляется исчезновению звезд на небе.

### Шайва-сиддханта
Шайва-сиддханта, или сиддхантизм. Доктор Поуп, который много работал над изучением этой системы, рассматривает ее как "наиболее разработанную, влиятельную и несомненно имеющую самую большую ценность из всех религий Индии".
Древняя и широко практикуемая сегодня школа шиваитского индуизма, охватывающая миллионы приверженцев, тысячи действующих храмов и десятки живых монашеских и аскетических традиций. Несмотря на популярность сиддханты, её славное прошлое как всеиндийской религии относительно мало известно людям, а сегодняшняя сиддханта отождествляется в основном с её южноиндийской, тамильской формой. Термин шайва-сиддханта означает «последние или признанные выводы шиваизма». Это формализованная теология божественных откровений, содержащаяся в двадцати восьми Шайва-агамах и самих Ведах. Первым известным нам гуру «чистой» (шуддха) традиции шайва-сиддханты был Махарши Нандинатха из Кашмира (ок. 250 г. до н. э.), упомянутый в книге по грамматике Панини как учитель риши Патанджали, Вьягхрапады и Васиштхи. Из письменных работ Махарши Нандинатхи до нас дошли только двадцать четыре санскритских стиха, озаглавленных «Нандикешвара-кашика», в которых он изложил древние учения. Из-за его монистического подхода ученые часто причисляют Нандинатху к представителям школы адвайта.

### Кашмирский шиваизм
Кашмирский шиваизм. Оформленная Васугуптой (ок. 800 r.), эта умеренно теистическая, крайне монистическая школа, известная также как пратьябхиджня-даршана, объясняет сотворение души и мира излучением богом Шивой своего динамического первоимпульса. Как «Я» всего сущего, Шива является имманентным и трансцендентным, реальным, но абстрактным Творцом-Хранителем-Разрушителем.
Кашмирский шиваизм, который особенно подчёркивает необходимость признания человеком уже существующего единства с Шивой, является самой последовательно монистической из всех шести школ. Он возник в девятом веке в северной Индии, которая тогда представляла собой мозаику из маленьких феодальных царств. Цари-махараджи покровительствовали различным религиям. Ещё силен был буддизм. Тантрический шактизм расцветал на северо-востоке. Шиваизм переживал ренессанс начиная с шестого века, и Шива был самым популярным из индуистских богов.
Несмотря на то, что было много знаменитых гуру, из-за географической изоляции Кашмирской долины и позднейшего мусульманского завоевания кашмирский шиваизм имел относительно мало последователей. Ученые только недавно снова явили его писания миру, опубликовав уцелевшие тексты. Первоначальную парампару в недавние времена представлял Свами Лакшман Джу. Сегодня различные организации по всему миру в какой-то степени распространяют эзотерические учения кашмирского шиваизма. Хотя число формальных последователей точно не определяется, эта школа по-прежнему ещё пользуется сильным влиянием в Индии. Многие кашмирские шиваиты покинули раздираемую войной Кашмирскую долину и осели в Джамму, Нью-Дели и повсюду в северной Индии. Эта диаспора преданных шиваитов может ещё послужить распространению учения в новых регионах.

### Сиддха-сиддханта
Сиддха-сиддханта (натха). Происходит от линии ранних аскетических орденов Индии. Горакшанатх был учеником Матсьендранатха, святого-покровителя Непала, почитаемого не только индусами, но и некоторыми эзотерическими буддийскими школами. Горакшанатх жил, вероятнее всего, в десятом веке и писал на хинди. Историки связывают линию Горакшанатха с линией пашупатов и их позднейших преемников, а также с сиддха-йогой и агамическими традициями. Сами сторонники Горакшанатха утверждают, что Матсьендранатх получил тайные шиваитские истины непосредственно от Шивы, как и Адинатх, и, в свою очередь, передал их Горакшанатху. Эта школа систематизировала практику хатха-йоги и, собственно, создала почти всю хатха-йогу, как она преподается сегодня.

### Шива-адвайта
Шива-адвайта. Философия Шрикантхи, изложенная в его «Брахма-сутра-бхашье», шиваитском комментарии к «Брахма-сутрам» (ок. 500—200 г. до н. э.). «Брахма-сутрами» называются 550 кратких стихов Бадараяны, в которых подводится итог Упанишад. «Брахма-сутры», «Бхагавад-гита» и Упанишады являются тремя центральными писаниями различных интерпретаций философии веданты. Шанкара, Рамануджа и Мадхва написали комментарии к этим книгам и вывели три вполне различные философии — соответственно, недуализм, ограниченный недуализм и дуализм — из одних и тех же текстов. Каждый претендовал на истинность его интерпретации Вед и жестко отвергал все другие интерпретации. Шанкара был монистом и считал реальным некоего высшего Брахмана, лишённого формы и служащего базисом видимого, лишь кажущегося мира. Проявлениями этого мира, само́й замутнённой человеческой чувственности являются временные «качества», «формы», и «свойства» Брахмана, для которого они не более чем внешние «наложения», «привходящие» характеристики. Эту часть знания, а именно о высшем Брахмане, Шанкара отделял от не-высшего, профанического знания, к которому философом были отнесены «не только чувственный опыт и логическое рассуждение, но и вся обыденная религиозная практика, где объектом поклонения … выступает Бог-творец — Ишвара, наделённый множеством совершенств». Рамануджа и Мадхва, наоборот, разработали теистические философии, в которых преданность Вишну считалась высочайшим путём. Но не было школы веданты, которая бы на такую же высоту подняла преданность Шиве. Восполнить этот пробел и стремился Шрикантха. В результате появилась философия, которая называется шива-вишишта-адвайта и весьма сходна с ограниченным недуализмом (вишишта-адвайтой) Рамануджи. В своих комментариях Шрикантха наполнил ведантическую терминологию шиваитским содержанием.
Шива-адвайта сегодня не имеет видимого сообщества последователей или формального членства, и эту школу можно понимать не как отдельное движение, а как мудрое примирение веданты и сиддханты. Её особая заслуга — в том, что Аппайя Дикшита способствовал возрождению шиваизма в шестнадцатом веке.

### Вирашиваизм
Вирашиваизм (лингаята). Одна из наиболее динамичных шиваитских школ на сегодняшний день. Она стала широко известной благодаря замечательному южноиндийскому брахману Шри Басаванне (1105—1167). Последователи школы прослеживают корни своей веры до риши древних времен. Вира-, или «героические», шиваиты также известны как лингаяты, «носящие Лингу». Все они должны постоянно носить Лингу в медальоне на шее. Об этой практике Таватиру Шанталинга Рамасвами из Коимбатора сказал недавно: «Поклонение вирашайвов — лучшая форма поклонения, поскольку Шивалингам носится на нашем теле и объединяет душу с Вездесущим. Мы всегда соприкасаемся с Господом Шивой, не прерываясь ни на секунду». Ещё вирашайвов называют лингавантами (лингаятами) и шивашаранами.
Сегодня вира-шиваизм — это полная жизни вера, особенно сильная на своей родине в Карнатаке (южная Индия). Около сорока миллионов человек проживают в этом штате, и примерно 25 % населения принадлежит к религии вирашайвов. Едва ли найдется в штате деревня, где нет хоть одного джангамы или матхи (монастыря). В случае рождения в семье лингаятов, ребёнок приобщается к вере в тот же день: его посещает джангама и надевает на него маленький Шивалингам в медальоне на шнурке. Этот лингам человек будет носить всю жизнь.

### Капалика
Капали́ка (капалики) (санскр. कापालिक IAST: kāpālika(ī) — «носящие череп» (IAST: kapālikêva)) — древнее тантрическое шиваистское направление в индуизме. Как правило, капалики живут в местах сожжения трупов (шмашанах) и поклоняются Шиве в его наиболее грозных обличьях, Капалешвары (Владыки черепов), Бхайравы (Ужасного), Махакалы (Великого времени) и Капалабхрита (Носящего череп). Капалики совершали ритуалы, так или иначе связанные со смертью, кладбищами, мертвыми телами, кровью, иногда нечистотами, сексуальными практиками. Нередко именно они занимались ритуальной подготовкой тела к кремации. Чашей для принятия подношений у капаликов служила верхняя часть человеческого черепа, использовалась и другая атрибутика, связанная со смертью (четки из человеческих костей, череп брахмана на посохе, жизнь на кладбищах и др.).

### Агхори
Агхори, или Агхора (санскр. अघोर) — индуистская аскетическая религиозная школа, отколовшаяся от капалики в XIV веке. Многие индуисты клеймят агхори как не-индуистское учение, из-за табуированных ритуалов, практикуемых ими. Агхори поклоняются Шиве и при этом, в отличие от других садху, практикуют ритуальный каннибализм, употребляют алкогольные напитки, используют человеческие черепа (Капалы) в различных ритуалах, медитируют на местах захоронений и местах сожжения трупов (шмаша́нах).

### Другие течения
- Каумара
- Ганапатья

## Общие особенности школ шиваизма

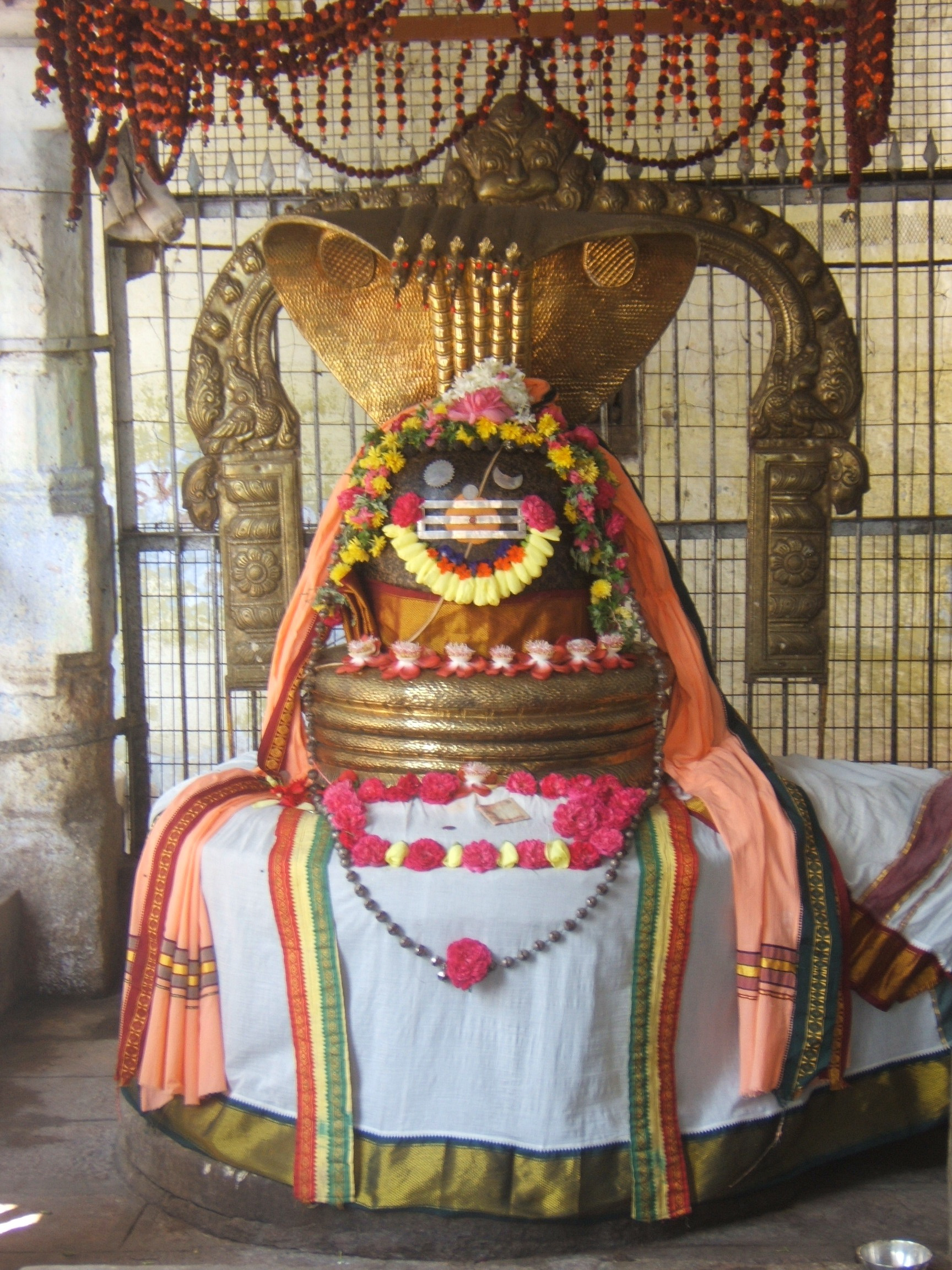
Шива-лингам в храме Джамбукешвара в Шрирангам. Шиваиты поклоняются Шиве в форме лингама, веря в то, что поклонение лингаму приводит к исполнению желаний.

Шиваитские школы в очень многом отличаются друг от друга. Но все они, в основном, пользуются следующим:
- Пепел — бхасма или вибхути — повсеместно используется всеми шиваитскими школами. Это может быть пепел от яджны или иного ритуала с использованием огня. Но наиболее почитаем пепел с мест кремации — шмашанов. Пепел, нанесённый на тело, символизирует отрешённость от мира и указание на конечность существования в мире майи. Пепел наносят на лоб, грудь, шею и руки тремя горизонтальными полосами, или покрывают им всё тело. При его нанесении обычно читается мантра из «Бхасма-джабала-упанишады»:

agniriti bhasma .. vāyuriti bhasma .. jalamiti bhasma .. sthalamiti bhasma ..
vyometi bhasma .. devā bhasma .. ṛṣayo bhasma ..
Огонь — это бхасма! Воздух — это бхасма! Вода — это бхасма! Земля — это бхасма! Пространство — это бхасма! [Все] боги — бхасма! Риши — бхасма!
- Рудракша — «глаз Рудры» — вид вечнозелёных широколиственных деревьев семейства элеокарповых. Зёрна рудракши используются во всех шиваитских школах. Их используют как объект поклонения, делают из них четки и используют как украшения и обереги.
- Лингам — основной неантропоморфный символ Шивы. Является основной и самой важной формой и (или) образом Шивы. В большинстве случаев представляет собою вертикально поставленный цилиндр с закруглённой или полусферической вершиной. Чаще всего имеет в основании круг (редко — квадрат), символизирующий йони. Образ Линга-йони-мурти символизирует собою «неделимое единство мужского (Шива, пассивного[33]) и женского (Деви, активного[33]) начал, от соединения которых исходит жизнь»[34]. Некоторые направления шиваизма — в основном, лингаяты — в своей практике используют лингам без йони.

Пепел, рудракшу и лингам, кроме того, используют в ритуале большинство направлений смартизма и шактизма.